# Барбути, Массимо
Ма́ссимо Барбути (итал. Massimo Barbuti; 5 августа 1958, Сан-Джулиано-Терме, Италия) — итальянский футболист, нападающий.

## Биография
Начинал карьеру в Серии С в клубах: «Керретесе», «Розиньяно Солвей», «Специя». Позже играл за «Парму» в которой провёл 98 матчей и забил 40 мячей. С 1987 по 1989 играл за «Асколи» в котором провёл 23 матча забил 4 мяча. Карьеру заканчивает в клубах «Виареджо» и «Тревизо».
За свою карьеру он провёл 23 матча и забил 4 мяча в серии А.